# Agnello da Pisa
Agnello da Pisa (Pisa, 1194 – Oxford, 1235) è stato un religioso italiano.
(Tommaso da Eccleston, Collatio XIV - De Adventu Fratrum Minorum in Angliam)

## Biografia
Agnello da Pisa nacque a Pisa dalla nobile famiglia degli Agnelli. Entrò nell'Ordine dei Frati Minori.
Fu compagno di san Francesco d'Assisi dal 1212. Da quest'ultimo fu inviato, insieme ad Alberto da Pisa, nel 1217 in Francia come provinciale. In seguito, nel 1224, venne inviato presso Oxford in Inghilterra per istituirvi la nuova provincia francescana, di cui mise a capo Roberto Grossatesta.

## Culto
Tommaso da Eccleston narra che il corpo di Agnello, incorruttibile, fu conservato con grande venerazione a Oxford fino al tempo di Enrico VIII.
Il suo culto fu confermato da papa Leone XIII il 4 settembre 1892.